# Cherchez la femme (film, 1955)
Pour les articles homonymes, voir Cherchez la femme.
Pour plus de détails, voir Fiche technique et Distribution.
Cherchez la femme est un film français réalisé par Raoul André, sorti en 1955.

## Fiche technique
- Titre : Cherchez la femme
- Réalisation : Raoul André
- Scénario : Jean Girault et Jacques Vilfrid
- Dialogues : Jacques Vilfrid
- Photographie : Roger Fellous
- Son : Pierre-Henri Goumy
- Décors : Robert Hubert
- Montage : Gabriel Rongier
- Musique : Marc Lanjean et Daniel Lesur
- Sociétés de production : Socipex - Vascos Films
- Directeur de production : Jean Lefait
- Pays d'origine :  France
- Genre : Action
- Durée : 95 minutes
- Date de sortie :
  - France -  26 août 1955
- Affiche : Jean Mascii (France)

## Distribution
- Geneviève Page : Barbara
- Georges Marchal : Paul Mercier
- Pascale Roberts : Cathy
- Pierre Mondy : Georges
- André Versini : Mike Cortez
- Jean Lefebvre : Joe
- Jean Marchat : Van Looren
- Paul Demange
- Luc Andrieux
- Simone Berthier
- Robert Chandeau
- Guy Dakar
- Mario David
- Jérôme Goulven
- François Joux
- Robert Le Béal
- Simone Logeart
- Jacques Muller
- Michel Nastorg
- Alain Nobis : Stone
- Paul Péri
- André Philip
- Olivia Poli
- Don Ziegler